# Рабат
Рабат (на арабски: الرباط, изговаря се ар-Рабат или ар-Рибат) е столицата на Кралство Мароко.
Той е вторият град в Мароко по икономическо значение (след Казабланка) и шестият по население. В града са разположени основните дипломатически представителства на чуждите страни. Градът е важно пристанище и летище.

## История
Рабат е сред 4-те имперски града на Мароко.

## География
Разположен е на мароканското крайбрежие при Атлантическия океан, в устието на река Боу Регрег. В покрайнините на града има други селища – по-населеният гр. Сале и други, които практически вече се сливат със столицата.

## Население
Според официални данни към септември 2014 г. градът има 573 895 жители, а с предградията (гр. Сале и др.) населението е над един милион души.

## Забележителности
- Руска православна църква Възкресение Христово (1932)

## Побратимени градове
- Аман, Йордания
- Атина, Гърция
- Кайро, Египет